# Manochlamys albicans
Manochlamys es un género de plantas fanerógamas perteneciente a la familia Amaranthaceae. La especie tipo es Manochlamys albicans Aellen, es originaria de Sudáfrica.

## Descripción
Es un arbusto perennifolio que alcanza un tamaño de 0,25 a 0,8 m de altura. Se encuentra a una altitud de 5 - 1000 m de altura en Sudáfrica y Namibia.

## Taxonomía
Manochlamys albicans fue descrita por el botánico suizo, Paul Aellen y publicado en Botanische Jahrbücher für Systematik, Pflanzengeschichte und Pflanzengeographie, en el año 1939.
Sinonimia
- Atriplex albicans Aiton basónimo
- Atriplex sarcocarpus Dinter
- Exomis atriplecoides Moq.
- Exomis oxyrioides auct. non Fenzl[3][4]